# Wervik
Wervik (französisch Wervicq) ist eine belgische Stadt im Süden der Region Flandern mit etwa 17.600 Einwohnern. Sie besteht aus der Kernstadt, dem Ortsteil Geluwe und dem Straßendorf Kruiseke.

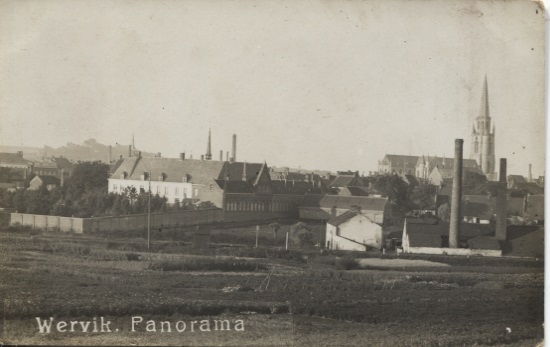
Panorama von Wervik im 1. Weltkrieg

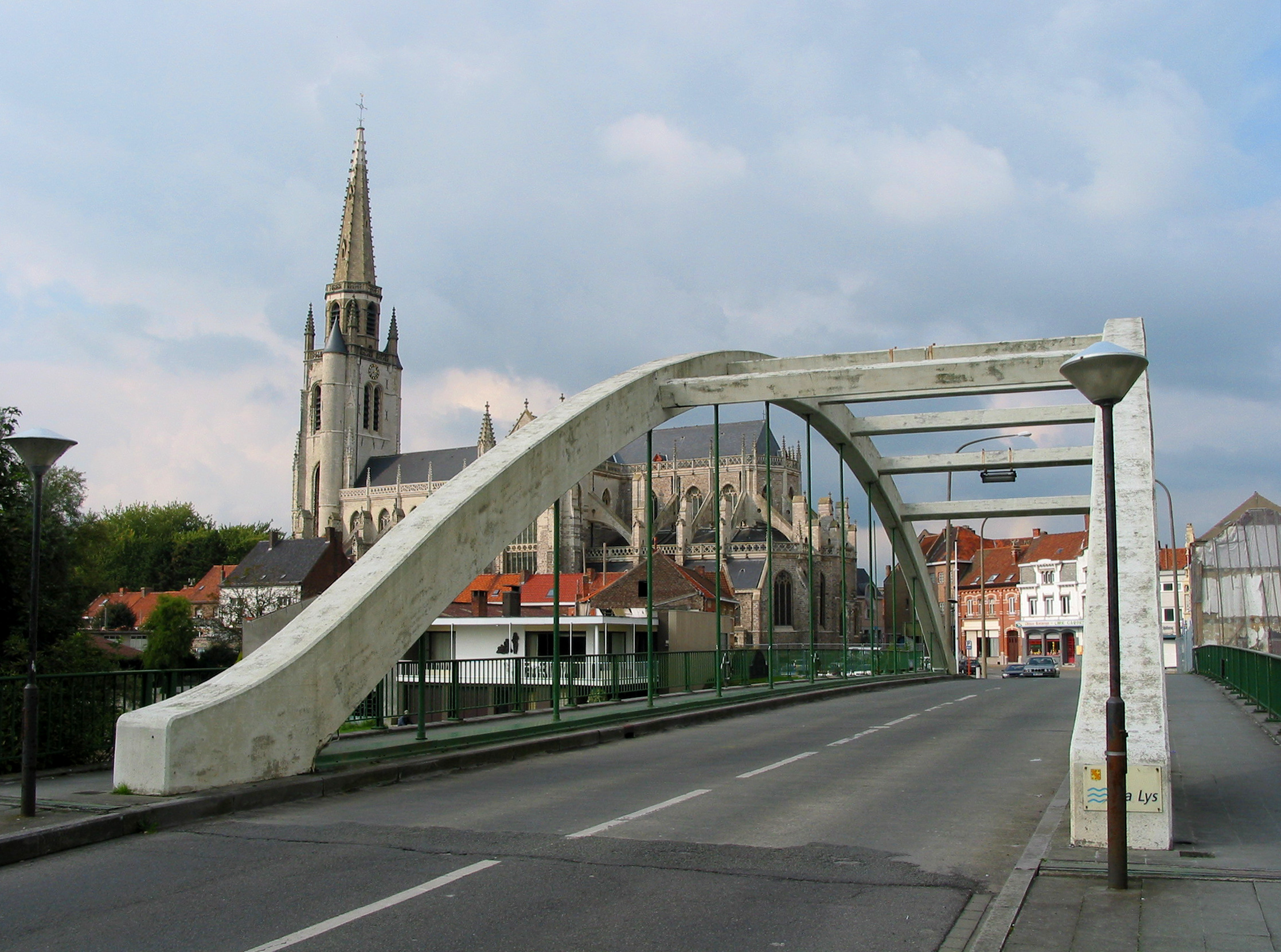
Brücke über die Leie

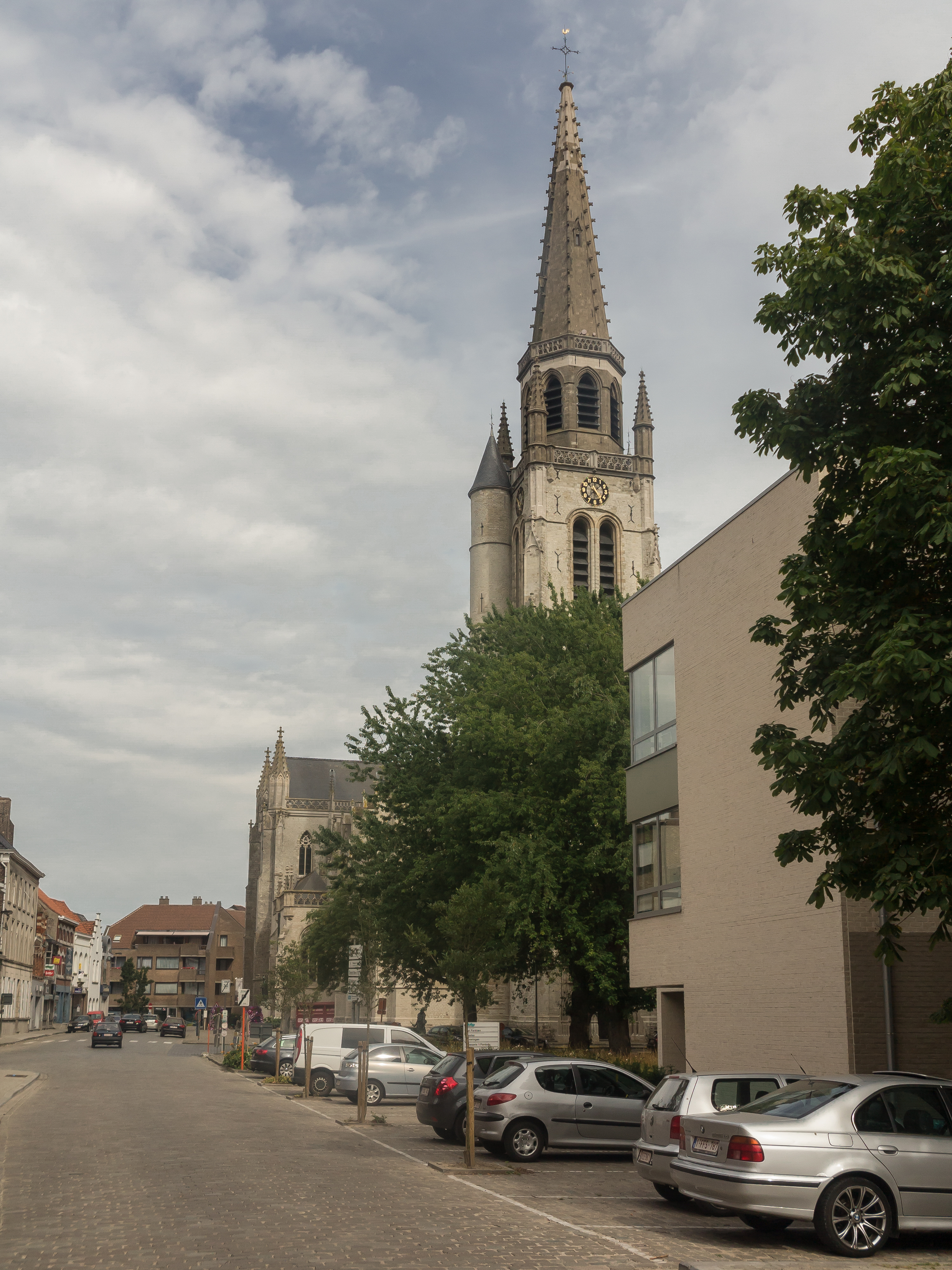
Kirche: Sint-Medarduskerk

## Lage
Die belgische Stadt liegt am linken Ufer der Leie (französisch Lys), die hier die Grenze zwischen Belgien und Frankreich bildet. Auf französischer Seite liegt Wervicq-Sud, das 1713 mit dem Friedensvertrag von Utrecht von Wervik abgetrennt wurde (Siehe dazu auch Wervy). Ypern liegt 14 Kilometer (km) nordwestlich, Kortrijk 15 km nordöstlich, die französische Stadt Lille 16 km südlich, Brügge 48 km nördlich, Gent 55 km nordwestlich und Brüssel etwa 90 km östlich (alle Angaben in Luftlinie zu der jeweiligen Stadtzentren).

## Geschichte
Wervik ist eine der ältesten Siedlungen Belgiens. Ihre Ursprünge können zum einen auf die menapische Siedlung Virovos und zum anderen auf die römische Wegestation Viroviacum zurückgeführt werden. Beide Siedlungen bestanden schon vor der Zeitenwende. Das zur Provinz Gallia Belgica gehörende Viroviacum lag an einer Furt der Leie. Hier verlief die Heerstraße zwischen Köln und Boulogne-sur-Mer. Es ist als Virovino auf der Peutingerschen Karte verzeichnet.
Werviks Blütezeit war das 13. Jahrhundert. Neben Ypern, Brügge und Gent war Wervik eines der bedeutenden Zentren der flandrischen Tuchmacherei. Die Tuche aus Wervik waren als panni de vervi bekannt. Die Stadt wurde jedoch durch zahlreiche Kriege zwischen Frankreich, Flandern und Burgund immer wieder in ihrer Entwicklung zurückgeworfen. So wurde Wervik 1382 nach dem Aufstand der flämischen Zünfte gegen Graf Ludwig II. von Flandern nahezu vollständig zerstört. 1401 stiftete Johann Ohnefurcht eine Tuchhalle zur Wiederbelebung der Tuchmacherei.
Nach dem endgültigen Niedergang der Tuchindustrie wurde der Tabakanbau und -handel ab Ende des 17. Jahrhunderts einer der wichtigsten Wirtschaftszweige Werviks. Im 18. Jahrhundert war Wervik ein Zentrum des Tabakschmuggels nach Frankreich. Noch heute werden mehr als 90 Prozent des belgischen Tabaks in Wervik und Umgebung angebaut.
Der Friede von Utrecht teilte Wervik in einen nördlichen, österreichischen Teil (die heutige belgische Stadt) und einen südlichen, französischen Teil, Wervicq-Sud.

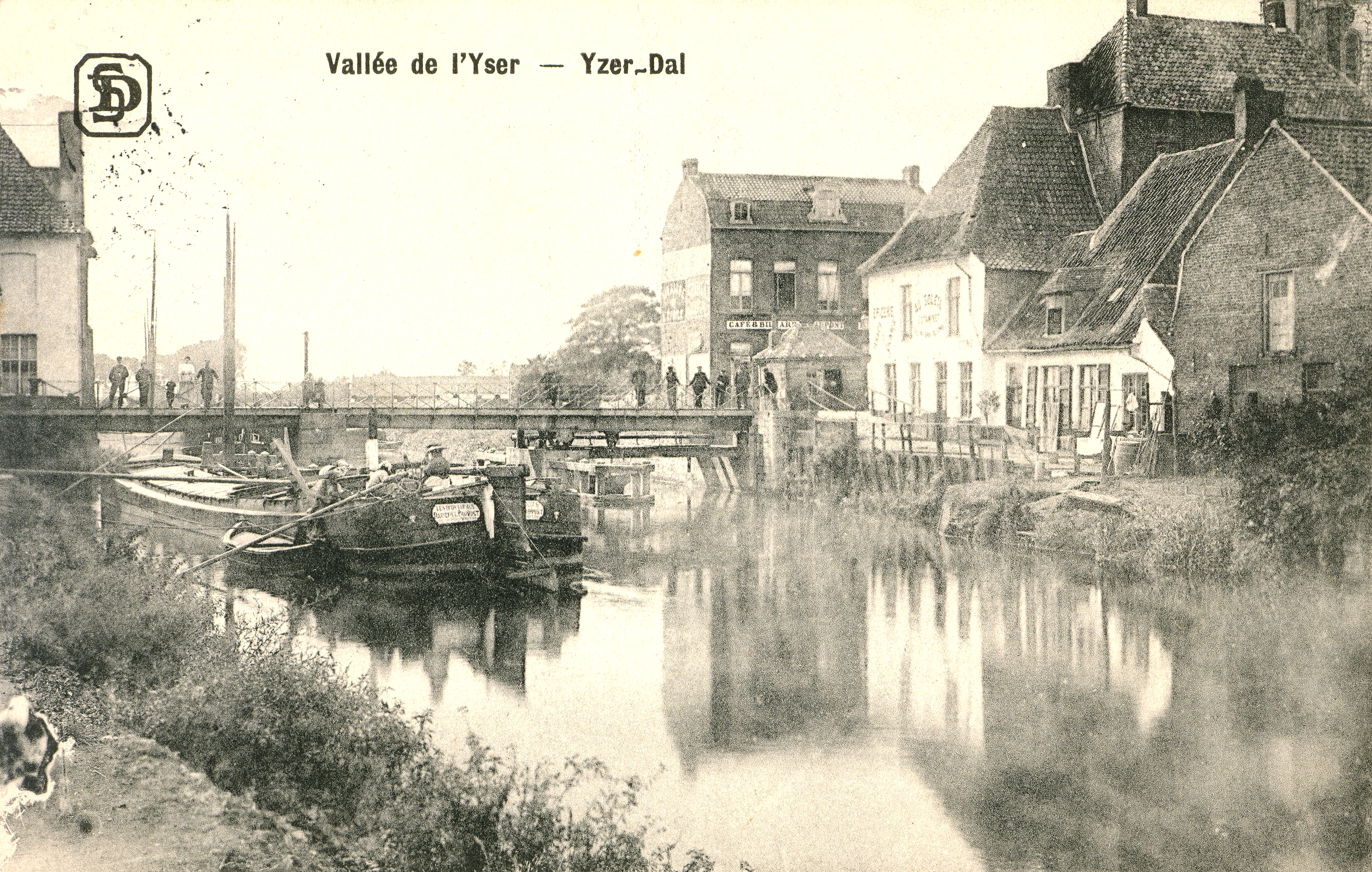
Feldpostkarte aus dem Jahr 1916

Im Ersten Weltkrieg wurde Wervik durch deutsche Truppen besetzt und 1917/1918 durch britische Artillerie nahezu vollständig zerstört. Während eines englischen Gasangriffes im Jahre 1918 wurde Adolf Hitler, welcher dort kämpfte, in der Nähe von Wervik verwundet. Auch im Zweiten Weltkrieg kam es hier zu Kampfhandlungen. Der Widerstand der zweiten belgischen Kavalleriedivision im verlustreichen Gefecht von Geluwe (25./26. Mai 1940) während der Leieschlacht zählt zu den letzten Kampfhandlungen der belgischen Streitkräfte vor der Kapitulation am 28. Mai 1940.

## Sprache
In Wervik wird der westflämische Dialekt des Niederländischen gesprochen.

## Sehenswürdigkeiten
- Die St. Medarduskirche gehört zu den bedeutenderen Kirchenbauten in Westflandern. Ihre Architektur vereint romanische und gotische Elemente. Der Chor und das Querschiff sind durch den Stil der Scheldegotik geprägt, während der Rest des Baukörpers der Brabanter Hochgotik zuzurechnen ist. Der Namenspatron ist der heilige Medardus.
- Belgisches Tabakmuseum
- Windmühlen: die hölzerne Kruisekemolen (Baujahr 1735) und die gemauerte Briekenmolen am Tabakmuseum (Baujahr 1783).

## Verkehr
Die nächsten Autobahnabfahrten befinden sich bei Menen an der A19, Wevelgem an der A17 und Kortrijk an der A14 (E17). Wervik besitzt einen Regionalbahnhof an der Strecke Poperinge-Kortrijk. In Lille, Brügge und Gent halten auch überregionale Schnellzüge. Bei Lille befindet sich ein Regionalflughafen und nahe der belgischen Hauptstadt Brüssel, in Zaventem, gibt es einen internationalen Airport.

## Persönlichkeiten
- Jef Demuysere (1907–1969), Radrennfahrer
- Michel Catteeuw (1910–1992), Radrennfahrer
- Ward Lernout (1931–2019), Maler
- Yves Leterme (* 1960), Politiker
- Wim Delvoye (* 1965), Konzeptkünstler